# Amphidon superstes
L'anfidonte (Amphidon superstes) è un mammifero estinto, appartenente agli oloteri. Visse nel Giurassico superiore (Kimmeridgiano - Titoniano, circa 155/145 milioni di anni fa) e i suoi resti fossili sono stati ritrovati in Nordamerica.

## Descrizione
Tutto ciò che si conosce di questo animale è un frammento di mandibola con alcuni denti, e pertanto non è possibile ricostruirne l'aspetto. Si suppone fosse un piccolo mammifero della taglia di un ratto. Sulla mandibola sono presenti quattro molari e l'ultimo premolare; i molari, tuttavia, sono danneggiati al punto tale che non è chiaro quale potesse essere l'altezza e lo sviluppo delle varie cuspidi. In ogni caso, sembra che Amphidon fosse dotato di molari ad angolo ottuso, con una cuspide centrale di grandi dimensioni e due piccolissime cuspidi accessorie, pressoché inesistenti.

## Classificazione
Amphidon superstes venne descritto per la prima volta nel 1925 da George Gaylord Simpson, sulla base di un fossile ritrovato nella Cava 9 a Como Bluff, in Wyoming. Lo stesso Simpson descrisse un molare superiore come appartenente a una seconda specie, A. aequicruris, successivamente attribuito a un nuovo genere (Eurylambda), ma poi considerato parte della dentatura superiore di un altro genere di mammifero arcaico, Tinodon.
Amphidon è il genere eponimo degli Amphidontidae, un gruppo di piccoli mammiferi considerati un tempo membri dei simmetrodonti. Studi successivi hanno indicato che i simmetrodonti potrebbero essere un gruppo parafiletico; Amphidon e i suoi stretti parenti sarebbero in realtà rappresentanti basali dei Trechnotheria nell'ambito degli oloteri, e non sarebbero imparentati strettamente con gli Spalacotherioidea (il gruppo più grande dei simmetrodonti, con denti a punta acuta).